# Hemmesjö landskommun
Hemmesjö landskommun var en tidigare kommun i Kronobergs län.

## Administrativ historik
Den 1 januari 1863 började kommunalförordningarna gälla och då inrättades cirka 2 500 kommuner (städer, köpingar och landskommuner), tillsammans täckande hela landets yta.
I Hemmesjö socken i Konga härad i Småland inrättades då denna kommun. Landskommunen inkorporerades 1941 i Tegnaby landskommun som 1952 uppgick i Östra Torsås landskommun som sedan 1971 uppgick i Växjö kommun.

## Politik

### Mandatfördelning i Hemmesjö landskommun 1938-1946
| 6 | 5 | 4 | 5 |

| 18 |

| 9 | 11 |

| 18 |

| 10 | 7 | 1 | 2 |

| 18 |